# 2013年イギリスグランプリ
2013年イギリスグランプリは、2013年のF1世界選手権第8戦として、2013年6月30日にシルバーストン・サーキットで開催された。